# Navares de Enmedio
Navares de Enmedio település Spanyolországban, Segovia tartományban. Navares de Enmedio Encinas, Navares de Ayuso, Urueñas, Navares de las Cuevas, Pradales, Aldeanueva de la Serrezuela és Fuentenebro községekkel határos. Lakosainak száma 92 fő (2024).

## Népesség
A település népessége az elmúlt években az alábbi módon változott:
| Lakosok száma | 177  | 136  | 125  | 118  | 108  | 100  | 92   | 94   | 91   | 92   |
|               | 2001 | 2004 | 2007 | 2009 | 2012 | 2014 | 2017 | 2019 | 2022 | 2024 |